# Síndrome del despoblament dels ruscos
La síndrome del despoblament dels ruscos (en anglès Colony collapse disorder) és un problema que consisteix en la desaparició sobtada de colònies d'abella de la mel malgrat que aquests ruscs comptaven amb reserves d'aliment suficients.
En qualsevol època de l'any sempre es dona el cas de ruscos que no prosperen i es perd tota la colònia, la síndrome del despoblament es refereix a un dràstic increment d'aquest fet i la seva extensió mundial amb especial incidència a Amèrica del Nord a partir de les darreries de 2006.
A banda de la preocupació sobre la supervivència a nivell mundial de l'abella de la mel aquest problema també és molt important econòmicament, ja que aproximadament un terç de les plantes consumides per l'alimentació humana depenen directament de la pol·linització per insectes i l'abella de la mel n'és la responsable en un 70 a 80% dels casos.

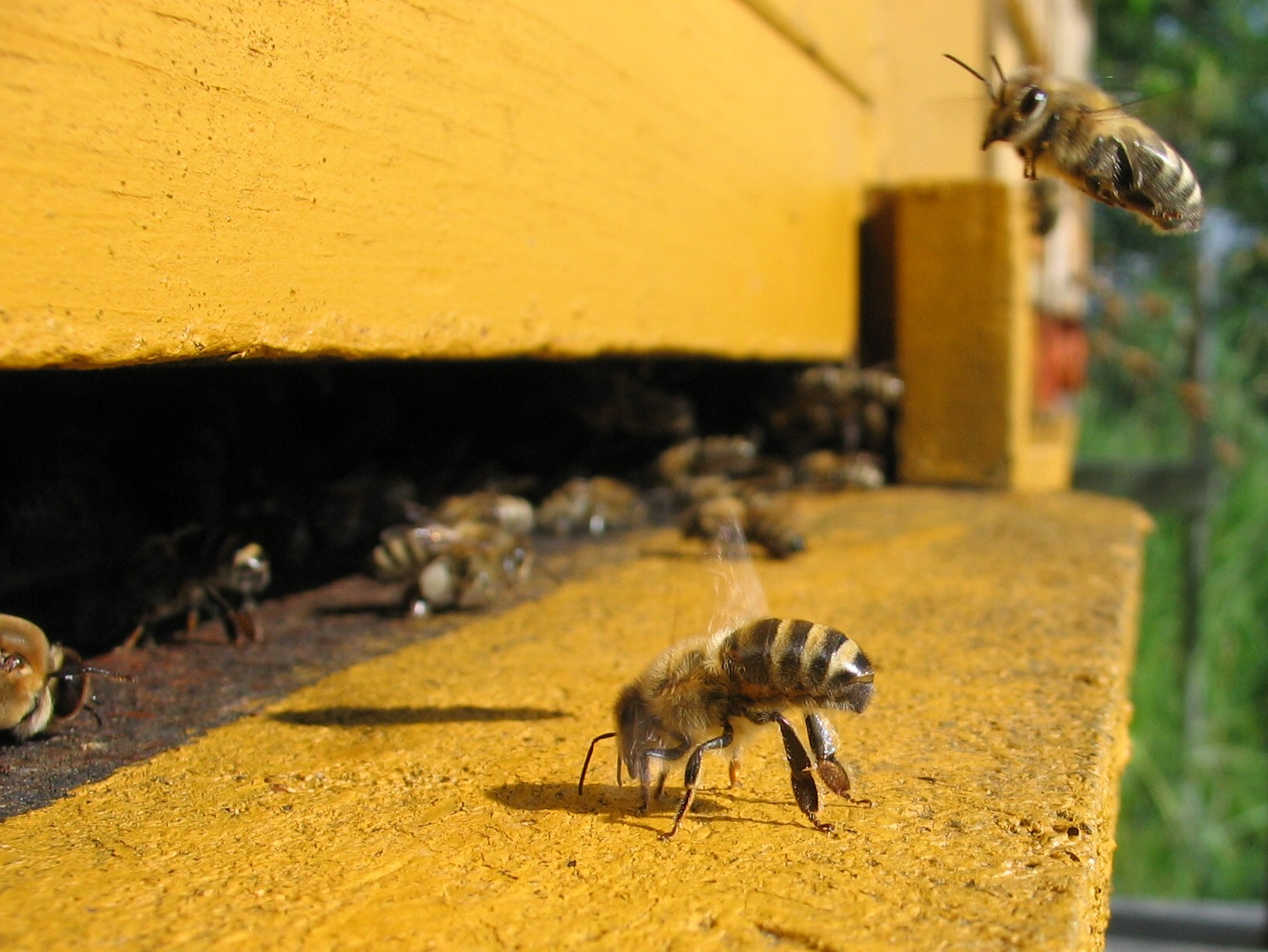
Abelles de la mel entrant a un rusc apícola.

Un fenomen semblant a la desaparició observada a Amèrica del Nord ha esdevingut a Bèlgica, França, els Països Baixos, Grècia, Itàlia, Portugal i Espanya, i símptomes inicials s'han donat a Suïssa i a Alemanya. Hi ha casos possibles d'aquesta síndrome també a Taiwan des d'abril de 2007.
La causa o les causes de la síndrome no estan encara gaire clares, tot i això alguns especialistes l'atribueixen a factors biòtics com l'àcar de la Varroasi o a altres malalties causades per insectes o per microorganismes incloent Nosema apis i el virus de la paràlisi aguda (IAPV). D'altres proposen causes per canvis mediambientals i estrès la malnutrició de les colònies d'abelles i la toxicitat per plaguicides com podrien ser del grup neonicotinoids com la imidacloprida) també s'han apuntat com a causes. El paràsit microscòpic Nosema és molt probable que hi tingui molt a veure (la nosemiasi és una malaltia molt antiga i comuna de les abelles).
El març del 2013 es va aturar un pla de la Comissió Europa per prohibir els insecticides que es fan servir en els cultius que atreuen les abelles, com ara els insecticides neonicotinoides utilitzats per cobrir les llavors de les futures plantes (gira-sol, colza, cotó i blat de moro) 
Les abelles s'intoxiquen quan liben les flors i els malmet el sistema nerviós.